# 1K17 Szhatie
1K17 Szhatie (tiếng Nga:1К17 Сжатие) là loại hệ thống laser phức hợp tự hành thử nghiệm bí mật của quân đội Liên Xô trong những năm 1970 đến những năm 1980. Đây là loại tăng sử dụng hệ thống laser để tấn công các phương tiên cơ giới. Mặc dù việc phát triển nó được giữ bí mật hàng đầu, nhưng Bộ quốc phòng Hoa Kỳ đã có những bức vẽ tay do các nhân chứng vẽ lại các cuộc thí nghiệm ở những nơi hẻo lánh. Nó đã thu hút sự chú ý của giới tình báo phương Tây và họ đã gọi nó là Stiletto.
Loại xe tăng này sử dụng một tia laser rắn cực mạnh để tấn công. Để có thể tạo ra được tia laser đó hệ thống laser này được gắn một viên hồng ngọc nhân tạo nặng 30 kg đồng nghĩa với việc hệ thống này cực đắt. Viên hồng ngọc được đặt trong một cái đèn hình xoắn ốc chứa hoạt chất laser để khuếch đại dòng ánh sáng với thân đèn được đánh bóng và phủ bạc để có khả năng hội tụ tốt tránh thất thoát hay làm chói chính người vận hành hệ thống. Ngoài ra để vận hành nó đòi hỏi phải có một lượng năng lượng lớn nên một máy phát điện công suất mạnh với pin phụ trợ riêng đã được phát triển cho nó. 1K17 Szhatie được trang bị 15 thấu kính để sử dụng trong các môi trường khác nhau khi di chuyển các nắp kim loại sẽ đóng lại để bảo vệ các thấu kính. Toàn bộ hệ thống tạo laser được đặt trên hệ thống kéo của pháo tự hành 2S19 Msta-S.
Để có khả năng tự vệ khi cần thiết trên nóc của 1K17 Szhatie được lắp các hệ thống phòng không cùng khẩu súng máy 12.7 mm NSVT.
Tuy nhiên với sự sụp đổ của Liên Xô thì nhiều chương trình vũ khí đã bị bỏ dỡ nên việc phát triển chế tạo và sử dụng hệ thống súng laser tiên tiến và đắt đỏ trở nên không cần thiết.
Hai chiếc từng được mang ra thử nghiệm đã bị tháo dỡ và cho vào bãi phế liệu, chiếc duy nhất được chế tạo đã được mang vào viện bảo tàng Công nghệ quân đội gần Moskva nhưng hệ thống máy tạo laser đã bị tháo dỡ khỏi khoang chứa.